# Kultursöndag
Kultursöndag var en satsning på kultur i SVT, som sändes på söndagar från 3 februari 2002 till 9 maj 2004. Tre program ingick under samlingsrubriken, nämligen Bildjournalen, Röda rummet och Musikspegeln. 